# Tonight and the Rest of My Life
Tonight and the Rest of My Life è il primo album in studio della cantante statunitense Nina Gordon, pubblicato il 27 giugno 2000 dalla Warner Bros. Records.

## Tracce
Testi e musiche di Nina Gordon, eccetto dove indicato.
1. Now I Can Die – 3:07
2. 2003 – 4:05
3. Tonight and the Rest of My Life – 5:14
4. Badway – 3:08
5. Horses in the City – 4:08
6. Hold on to Me – 4:05
7. New Year's Eve – 3:28
8. Fade to Black – 4:07
9. Number One Camera – 2:58
10. Got Me Down – 4:05
11. Too Slow To Ride – 3:49
12. Hate Your Way – 4:46
13. The End of the World – 3:39 (Sylvia Dee, Arthur Kent) – originariamente interpretata da Skeeter Davis

## Classifiche
| Classifiche (2000) | Posizione massima |
| ------------------ | ----------------- |
| Stati Uniti        | 123               |